# Schegge di paura
Schegge di paura (Primal Fear) è un film del 1996, diretto da Gregory Hoblit e tra gli altri interpretato da Richard Gere, Laura Linney ed Edward Norton, quest’ultimo al suo esordio cinematografico. La sceneggiatura è liberamente basata sul romanzo giallo di William Diehl Primal Fear.
L'interpretazione di Edward Norton in questo film gli valse la candidatura ai Premi Oscar 1997 come miglior attore non protagonista, poi andato a Cuba Gooding Jr. per Jerry Maguire.

## Trama
(Tagline principale del film)
Il brillante avvocato penalista Martin Vail decide di difendere il diciannovenne chierichetto balbuziente Aaron Stampler, sul quale pende la tremenda accusa di avere ucciso con settantotto coltellate l'arcivescovo di Chicago Richard Rushman.
Martin è l'unica persona a credere nell'innocenza del ragazzo, nonostante nella scena del crimine ogni prova raccolta mostri Aaron come unico indiziato e partecipe al delitto.
Aaron soffre di brevi perdite di memoria dall'età di dodici anni e quindi non riesce a fornire al suo avvocato un riepilogo dell'accaduto, ma racconta solo di aver visto una "terza persona" prima dell'omicidio.
Comincia il processo più atteso del momento e l'accusa di Aaron è capitanata da uno stretto amico dell'arcivescovo Rushman, il procuratore distrettuale John Shaughnessy; il pubblico ministero è una vecchia fiamma di Martin, Janet Venable.
Durante il corso delle indagini emergono nuove sconcertanti prove che possono fornire il movente dell'omicidio: l'arcivescovo Rushman costringeva infatti Aaron a copulare con la sua ragazza, Linda Forbes, in compagnia di Alex, un loro amico.
Durante un secondo interrogatorio, Aaron confessa che Rushman li obbligava a fare sesso con la scusa che ciò avrebbe purgato le loro anime. Se loro si rifiutavano, l'arcivescovo minacciava di mandarli a chiedere l'elemosina per strada.
Martin sottopone Aaron ad alcune sedute di analisi psichiatrica sotto la direzione della dottoressa Molly Arrington e dalle sedute si scopre che il ragazzo soffre di disfunzione di personalità multipla: durante i momenti di amnesia manifesta un'identità aggressiva e si fa chiamare Roy.
L'avvocato interroga il ragazzo e durante uno dei momenti di vuoto salta fuori la confessione dell'omicidio. Il movente sta nel fatto che Roy, la seconda personalità di Aaron, non sopportava gli abusi subiti dall'arcivescovo.
Arriva il giorno del processo decisivo. Martin cerca di salvare Aaron dalla pena capitale mostrando al giudice gli appunti delle registrazioni delle sedute e invocando quindi l'infermità mentale.
Aaron, sommerso di domande dalla pubblica accusa, svela la sua doppia personalità prendendo per il collo il pubblico ministero Janet. La giuria, esterrefatta dall'accaduto, concede a Martin un patteggiamento a condizione che Aaron venga rinchiuso per il lasso di tempo pari ad un mese in un ospedale psichiatrico.
Alla fine, durante un colloquio con Martin avvenuto nella cella dov'è rinchiuso, Aaron tradisce la sua copertura e viene smascherato: si scopre infatti che, allo scopo di ottenere l'infermità mentale e quindi evitare il processo a suo carico, il ragazzo ha inventato e sfruttato la personalità del ragazzo balbuziente e impacciato per nascondere la sua "vera natura", rappresentata da Roy. Ma il giovane non si ferma lì: senza alcuno scrupolo di coscienza, rivela anche di aver ucciso Linda, oltre che l'arcivescovo, perché, a suo dire, era ciò che entrambi si meritavano.
Martin, sconsolato e afflitto, si allontana dal tribunale attraverso un'uscita secondaria, per evitare le attenzioni del pubblico e della stampa che un tempo amava tanto.

## Distribuzione
La distribuzione cinematografica è cominciata il 3 aprile 1996 negli USA su gestione della Paramount Pictures ed è partita in Italia nell'agosto dello stesso anno su commissione della United International Pictures.

## Colonna sonora
Nella colonna sonora del film compare come tema principale Canção do mar, hit della cantautrice portoghese Dulce Pontes, contenuto nel suo secondo album, Lágrimas, del 1992. In una scena del film si vede Steven Bauer regalare l'album contenente la traccia a Richard Gere.

## Accoglienza

### Critica
Sull'aggregatore Rotten Tomatoes il film riceve il 76% delle recensioni professionali positive con un voto medio di 6,70 su 10 basato su 45 critiche, mentre su Metacritic ottiene un punteggio di 58 su 100 basato su 18 critiche.

### Incassi
Il film ha incassato 102,6 milioni di dollari al botteghino.

## Riconoscimenti
- 1997 - Premio Oscar
  - Candidatura Miglior attore non protagonista a Edward Norton
- 1997 - Golden Globe
  - Miglior attore non protagonista a Edward Norton
- 1997 - Premio BAFTA
  - Candidatura Miglior attore non protagonista a Edward Norton
- 1997 - Chicago Film Critics Association Award
  - Miglior performance rivelazione a Edward Norton
  - Candidatura Miglior attore non protagonista a Edward Norton
- 1997 - Kansas City Film Critics Circle Award
  - Miglior attore non protagonista a Edward Norton
- 1997 - MTV Movie Award
  - Candidatura Miglior cattivo a Edward Norton
- 1997 - Saturn Award
  - Candidatura Miglior attore non protagonista a Edward Norton
- 1996 - Boston Society of Film Critics Award
  - Miglior attore non protagonista a Edward Norton
- 1996 - Critics' Choice Movie Award
  - Candidatura Miglior attore non protagonista a Edward Norton
- 1996 - Los Angeles Film Critics Association Award
  - Miglior attore non protagonista a Edward Norton
- 1997 - Southeastern Film Critics Association Award
  - Miglior attore non protagonista a Edward Norton
- 1997 - ASCAP Award
  - Top Box Office Films a James Newton Howard
- 1996 - Artios Award
  - Candidatura Miglior casting per un film drammatico a Deborah Aquila e Jane Shannon-Smith
- 1997 - National Society of Film Critics Awards
  - Candidatura Miglior attore non protagonista a Edward Norton